# Gründerpopulation
Eine Gründerpopulation ist eine Population, die durch wenige Individuen begründet wird, die von der Hauptpopulation getrennt worden sind, und die sich dann isoliert weiterentwickelt.
Wenn durch zufällige Fixierung seltener Allele, die in kleinen Populationen um Größenordnungen wahrscheinlicher ist (vgl. Gendrift), sich diese Population zu einer neuen Art entwickelt, wird dies als Gründereffekt bezeichnet. Wenn dies mehrmals in Folge geschieht, zum Beispiel auf einer Inselgruppe oder einer Gruppe nahe benachbarter Seen, kann es zu einer adaptiven Radiation kommen, bei der sich aus der geringen Anzahl von Individuen der jeweiligen Gründerpopulationen mehrere Arten entwickeln, die sich schließlich in unterschiedlicher Weise an ihren jeweiligen Lebensraum adaptieren können. Man spricht dabei von allopatrischer Artbildung.